# Угур Мумджу
Угур Мумджу (тур. Uğur Mumcu, 22 серпня 1942, Киршехір — 24 грудень 1993, Анкара) — турецький журналіст-розслідувач, що працював у виданні Джумхурієт. Був убитий бомбою, закладеною в його машину біля дому. 

## Життєпис
Був третім з чотирьох дітей в сім'ї. Закінчив в Анкарі школу, потім, в 1965 році, факультет права університету Анкари. З 1965 по 1969 роки працював за фахом. Потім до 1972 року працював в університеті Анкари.
Після державного перевороту, що стався в Туреччині в 1971 році, Мумджу був заарештований і піддавався тортурам. Пізніше Мумджу стверджував, що при катуванні йому сказали: «Ми — Контргерілья. Навіть президент республіки не може нічого з нами вдіяти».
З 1974 рокувів колонку в газеті «Yeni Ortam», з 1975 року і аж до смерті працював в «Джумхурієт».

## Розслідування
Займався журналістськими розслідуваннями. Опублікував низку книг. На момент смерті займався дослідженням зв'язків Робітничої партії Курдистану з Організацією національної розвідки Туреччини (MIT).
Незадовго до самої загибелі, Мумджу займався розслідуванням того, як 100 тисяч одиниць вогнепальної зброї, що належали Збройним силам Туреччини, виявилися в розпорядженні Джаляля Талабані — одного з лідерів іракських курдів. Через 25 днів після смерті Мумджу в результаті авіакатастрофи загинув генерал Ешреф Бітліс, що також займався розслідуванням цієї справи. 
8 січня 1993 року Мумджу опублікував в газеті «Cumhuriyet» статтю «Ültimatom», в якій він заявив, що незабаром опублікує книгу, в якій розкриє зв'язок між курдськими націоналістами і деякими розвідувальними організаціями.
За словами його сина, Озгюр Мумджу, 27 січня 1993 року Угур Мумджу повинен був зустрітися з колишнім прокурором Бакі Тугом. Угур Мумджу хотів обговорити з ним можливі зв'язки лідера турецьких курдів Абдулли Оджалана з MIT. У 1972 році, коли Оджалан навчався в університеті Анкари, він спільно з групою студентів був заарештований. Їх справу вів Баки Туг. Через деякий час йому прийшло розпорядження з MIT випустити всіх заарештованих, оскільки один з них є агентом MIT. Пізніше Баки Туг заявив, що не може згадати, хто із заарештованих був агентом MIT.

## Вбивство
Вранці 24 січня 1993 року Мумджу вийшов з будинку і був підірваний пластичною вибухівкою С-4, коли він заводив свій автомобіль «Рено 12», з номером 06 YR 245.
Існують численні гіпотези щодо того, хто причетний до його вбивства. Враховуючи різні зв’язки (на організаційному та особистісному рівні) між глибокою державою Туреччини та збройними силами Туреччини, Контргерільєю, курдськими силами, ЦРУ та Моссадом, гіпотези не обов'язково є взаємовиключними, тим більше, що Мумджу досліджував деякі з цих зв'язків.